# Anorí
Anorí es un municipio colombiano situado en la subregión Nordeste del departamento de Antioquia. Limita por el norte con los municipios de Tarazá, Cáceres y Zaragoza, por el este con los municipios de Zaragoza, Segovia y Amalfi, por el sur con los municipios de Amalfi, Guadalupe, Angostura y Campamento, y por el oeste con los municipios de Campamento, Yarumal, Valdivia y Tarazá.

## Toponimia
Los primeros pobladores de las tierras anoriseñas fueron los indígenas pertenecientes a las familias de los Nutabes, que estaban divididos en dos grandes grupos: conocidos como Los Guamocoes y los Garrapatos. Una versión sostiene que proviene de la familia de los indios noris: otra, de los caciques Nori o Noria. Pero sus principales jefes fueron el cacique Yabur y la cacica Noria, de donde tomó nombre tanto el municipio como su río principal.

## Historia
El municipio de Anorí fue fundado en 1808 por Juan de la Rosa Estrada y erigido como municipio en 1821. El municipio fue creado como un lugar para la extracción de oro y más adelante con la llegada de un gran número de colonos, el lugar adquirió las características de un municipio por lo que fue elevado a esa categoría en 1821. La época dorada de la población fue entre los años 1830 a 1850, época en que la fiebre del oro se apaciguó y la mayoría de los inversores abandonaron la localidad.
Anorí es conocido como "tierra de artistas", fue la cuna del Maestro Pedro Nel Gómez, Darío Ruiz Gómez y de León Zafir. Su parque principal es amplio y varias joyas de la arquitectura antioqueña le ofrecen al turista imágenes inolvidables. También en el área rural, el mayor encanto es internarse entre las cascadas y el paisaje verde. Este municipio se ofrece como un oasis de buen gusto por el arte y de aguas frescas en el nordeste de Antioquia.
En el municipio se cuenta con una gran riqueza hidrográfica, y con reservas forestales como lo es el santuario del Arrierito Antioqueño, la forzosa, etc., estas reservas son frecuentadas por personas amantes de la vida silvestres los cuales viajan desde diferentes partes del mundo hasta el municipio de Anorí para admirar la majestuosidad de sus bosques.
El municipio posee uno de los sistemas montañosos más hermosos y complejos de Antioquia, lo cual lo hace uno de los municipios más verdes de Antioquia.
En los últimos años, fue la misma gobernación quien impulsó un programa de sustitución de cultivos, siendo el cacao el principal cultivo alternativo.
En el municipio se ha venido cultivando cacao, café, caña y fique, lo cual genera empleo y mejora la economía del municipio.

## Geografía
El municipio de Anorí se encuentra localizado en la cordillera central de los Andes, en el nordeste antioqueño. El municipio tiene cincuenta y una veredas y un corregimiento.

### Ubicación
| Noroeste: Tarazá    | Norte: Cáceres  | Noreste: Zaragoza               |
| Oeste: Campamento   |                 | Este: Zaragoza, Segovia, Amalfi |
| Suroeste Campamento | Sur:, Guadalupe | Sureste: Amalfi                 |

### Clima
El clima es tropical de montaña con pisos térmicos que van desde los mil metros de altura sobre el nivel del mar a los dos mil.
| Parámetros climáticos promedio de Anorí | Parámetros climáticos promedio de Anorí | Parámetros climáticos promedio de Anorí | Parámetros climáticos promedio de Anorí | Parámetros climáticos promedio de Anorí | Parámetros climáticos promedio de Anorí | Parámetros climáticos promedio de Anorí | Parámetros climáticos promedio de Anorí | Parámetros climáticos promedio de Anorí | Parámetros climáticos promedio de Anorí | Parámetros climáticos promedio de Anorí | Parámetros climáticos promedio de Anorí | Parámetros climáticos promedio de Anorí | Parámetros climáticos promedio de Anorí |
| Mes                                     | Ene.                                    | Feb.                                    | Mar.                                    | Abr.                                    | May.                                    | Jun.                                    | Jul.                                    | Ago.                                    | Sep.                                    | Oct.                                    | Nov.                                    | Dic.                                    | Anual                                   |
| --------------------------------------- | --------------------------------------- | --------------------------------------- | --------------------------------------- | --------------------------------------- | --------------------------------------- | --------------------------------------- | --------------------------------------- | --------------------------------------- | --------------------------------------- | --------------------------------------- | --------------------------------------- | --------------------------------------- | --------------------------------------- |
| Temp. máx. media (°C)                   | 23.5                                    | 24.1                                    | 24.1                                    | 24.4                                    | 24.3                                    | 24.7                                    | 25.0                                    | 24.8                                    | 24.3                                    | 24.5                                    | 23.4                                    | 25.9                                    | 24.4                                    |
| Temp. media (°C)                        | 19.1                                    | 19.6                                    | 19.8                                    | 20.0                                    | 20.0                                    | 20.1                                    | 20.2                                    | 19.9                                    | 19.5                                    | 19.3                                    | 19.3                                    | 19.2                                    | 19.7                                    |
| Temp. mín. media (°C)                   | 14.8                                    | 15.1                                    | 15.6                                    | 15.7                                    | 15.8                                    | 15.6                                    | 15.4                                    | 15.1                                    | 14.8                                    | 15.1                                    | 15.2                                    | 12.5                                    | 15.1                                    |
| Precipitación total (mm)                | 64                                      | 106                                     | 128                                     | 335                                     | 348                                     | 347                                     | 321                                     | 330                                     | 338                                     | 358                                     | 265                                     | 117                                     | 3057                                    |
| Fuente: climate-data.org                |                                         |                                         |                                         |                                         |                                         |                                         |                                         |                                         |                                         |                                         |                                         |                                         |                                         |

## División Político-Administrativa
Además de su Cabecera municipal. Anorí tiene bajo su jurisdicción el siguiente corregimiento (de acuerdo a la Gerencia departamental):
| Corregimiento | Centros Poblados    | Veredas      |
| Liberia       | - Liberia (Charcón) | Providencia. |

## Demografía
Población total: 14.502 hab. (2018)
- Población urbana: 7 634
- Población rural: 10 687

Alfabetización: 79.7% (2005)
- Zona urbana: 82.9%
- Zona rural: 75.8%

### Según las cifras presentadas por elDANEdel censo 2005, la composiciónetnográfica[5]del municipio es
- Mestizos & blancos (96,1%)
- Afrocolombianos (3,8%)
- Indígenas (0,1%)

## Economía
La economía de Anorí, al contrario que la mayoría de municipios del nordeste, no está basada principalmente en la agricultura pero es fuerte en la producción de panela a partir de caña de azúcar, producción de café y cacao. La ganadería también ha tomado gran fuerza produciendo cantidades de buena calidad de carne y leche.
Esta localidad nació de la explotación aurífera; el oro ha sido el producto clave de Anorí, que como todos los recursos minerales, está comenzando a escasear, por lo que el municipio debió cambiar de vocación económica dirigiendo sus actividades hacia la siembra de pasto, café, cacao. Se está trabajando en no dejar terminar la caña y en no producir madera para conservar las selvas y bosques.

## Fiestas
- Fiesta de la Virgen del Carmen, 16 de julio.
- Evento "Anorí se viste de Antioquia", 11 de agosto, Es una fiesta conmemorativa a la raza Antioqueña.
- Semana Santa en vivo, sin fecha fija en el mes de marzo o abril.
- Fiestas del campesino, 6 de junio.

## Patrimonio histórico artístico y destinos ecológicos
- Iglesia San Luis Gonzaga. Recibió este nombre por su titular San Luis Gonzaga, No obstante, es Nuestra Señora del Carmen ´La Morena' la Patrona del municipio El maestro Tyrrell Moore colaboró para los dibujos de los planos y el padre Noreña terminó la construcción

- Capilla Villa Fátima. Las peregrinaciones desde Anorí y sus veredas a esta capilla son famosas en la región. Es una hermosa construcción antigua en adobe, con campanario visible. En el lugar se celebran el 18 de agosto, las fiestas de San Roque
- Casa de la Cultura Pedro Nel Gómez.

Destinos ecológicos
- Río Anorí. Es posible encontrar hermosas cascadas, piscinas naturales muy cerca al área urbana y es zona apta para la pesca deportiva de Zabaleta. Allí, en julio se realiza el Festival de la Pesca.
- Minas de Oro
- Salto de Builes. Hermosa caída de agua considerada la mayor de las cascadas que va formando el río Anorí en su paso por el municipio.
- Reserva natural La Forzosa Hogar del arrierito antioqueño (Lipaugus weberi) ave endémica de la región en peligro de extinción,Senderos para la observación de aves, rutas para caminatas con diferente grado de dificultad, cascadas, observación de especies de fauna endémica y visitas a diferentes lugares de antigua actividad minera como túneles y muros sobre quebradas.[6]

## Personajes
Pedro nel Gómez 